# Allanwatsonia confluens
Allanwatsonia confluens là một loài bướm đêm thuộc phân họ Arctiinae, họ Erebidae.